# Classic Sud Ardèche 2015
La 15e édition de la Classic Sud Ardèche a eu lieu le 28 février 2015. La course fait partie du calendrier UCI Europe Tour 2015 en catégorie 1.1.
L'épreuve a été remportée en solitaire par l'Argentin Eduardo Sepúlveda (Bretagne-Séché Environnement) trois secondes devant le Français Julien Loubet (Marseille 13 KTM) et dix sur l'Italien Fabio Felline (Trek Factory Racing).

## Présentation

### Équipes
Classée en catégorie 1.1 de l'UCI Europe Tour, la Classic Sud Ardèche est par conséquent ouverte aux WorldTeams dans la limite de 50 % des équipes participantes, aux équipes continentales professionnelles, aux équipes continentales et aux équipes nationales.
Vingt équipes participent à cette Classic Sud Ardèche - sept WorldTeams, neuf équipes continentales professionnelles et quatre équipes continentales :
| UCI WorldTeams      | UCI WorldTeams | UCI WorldTeams |
| Nom de l'équipe     | Pays           | Code           |
| ------------------- | -------------- | -------------- |
| AG2R La Mondiale    | France         | ALM            |
| BMC Racing          | États-Unis     | BMC            |
| Etixx-Quick Step    | Belgique       | EQS            |
| FDJ                 | France         | FDJ            |
| Lotto NL-Jumbo      | Pays-Bas       | TLJ            |
| Orica-GreenEDGE     | Australie      | OGE            |
| Trek Factory Racing | États-Unis     | TFR            |

| Équipes continentales professionnelles | Équipes continentales professionnelles | Équipes continentales professionnelles |
| Nom de l'équipe                        | Pays                                   | Code                                   |
| -------------------------------------- | -------------------------------------- | -------------------------------------- |
| Androni Giocattoli                     | Italie                                 | AND                                    |
| Bretagne-Séché Environnement           | France                                 | BSE                                    |
| Caja Rural-Seguros RGA                 | Espagne                                | CJR                                    |
| Cofidis                                | France                                 | COF                                    |
| Colombia                               | Colombie                               | COL                                    |
| Europcar                               | France                                 | EUC                                    |
| Topsport Vlaanderen-Baloise            | Belgique                               | TSV                                    |
| UnitedHealthcare                       | États-Unis                             | UHC                                    |
| Wanty-Groupe Gobert                    | Belgique                               | WGG                                    |

| Équipes continentales | Équipes continentales | Équipes continentales |
| Nom de l'équipe       | Pays                  | Code                  |
| --------------------- | --------------------- | --------------------- |
| Armée de Terre        | France                | ADT                   |
| Auber 93              | France                | AUB                   |
| Marseille 13 KTM      | France                | M13                   |
| Wallonie-Bruxelles    | Belgique              | WBC                   |

### Règlement de la course

#### Primes
Les vingt prix sont attribués suivant le barème de l'UCI,. Le total général des prix distribués est de 14 477 €.
| Position | 1er     | 2e      | 3e      | 4e    | 5e    | 6e    | 7e    | 8e    | 9e    | 10e à 20e |
| Prix     | 5 785 € | 2 895 € | 1 445 € | 715 € | 580 € | 433 € | 433 € | 287 € | 287 € | 147 €     |

## Classements

### Classement final
| Classement final | Classement final    | Classement final | Classement final             | Classement final  |
|                  | Coureur             | Pays             | Équipe                       | Temps             |
| ---------------- | ------------------- | ---------------- | ---------------------------- | ----------------- |
| 1er              | Eduardo Sepúlveda   | Argentine        | Bretagne-Séché Environnement | en 5 h 9 min 47 s |
| 2e               | Julien Loubet       | France           | Marseille 13 KTM             | + 3 s             |
| 3e               | Fabio Felline       | Italie           | Trek Factory Racing          | + 10 s            |
| 4e               | Kévin Réza          | France           | FDJ                          | + 10 s            |
| 5e               | Ignatas Konovalovas | Lituanie         | Marseille 13 KTM             | + 10 s            |
| 6e               | Daryl Impey         | Afrique du Sud   | Orica-GreenEDGE              | + 10 s            |
| 7e               | Pieter Serry        | Belgique         | Etixx-Quick Step             | + 10 s            |
| 8e               | Romain Combaud      | France           | Armée de Terre               | + 10 s            |
| 9e               | Damiano Caruso      | Italie           | BMC Racing                   | + 10 s            |
| 10e              | Arnaud Gérard       | France           | Bretagne-Séché Environnement | + 10 s            |
| modifier         |                     |                  |                              |                   |

### UCI Europe Tour
Cette Classic Sud Ardèche attribue des points pour l'UCI Europe Tour 2015, par équipes seulement aux coureurs des équipes continentales professionnelles et continentales, individuellement à tous les coureurs sauf ceux faisant partie d'une équipe ayant un label WorldTeam.
| Position,          | 1er | 2e | 3e | 4e | 5e | 6e | 7e | 8e | 9e | 10e | 11e | 12e |
| Classement général | 80  | 56 | 32 | 24 | 20 | 16 | 12 | 8  | 7  | 6   | 5   | 3   |

## Liste des participants
- Liste de départ complète

| Légende | Légende                                                                    | Légende | Légende                                                    |
| ------- | -------------------------------------------------------------------------- | ------- | ---------------------------------------------------------- |
| Num     | Dossard de départ porté par le coureur sur cette Classic Sud Ardèche       | Pos     | Position à l'arrivée de la course                          |
|         | Indique un maillot de champion national ou mondial, suivi de sa spécialité | NP      | Indique un coureur qui n'a pas pris le départ de la course |
| AB      | Indique un coureur qui n'a pas terminé la course                           | HD      | Indique un coureur qui a terminé la course hors des délais |

| Bretagne-Séché Environnement BSE | Bretagne-Séché Environnement BSE | Bretagne-Séché Environnement BSE |
| -------------------------------- | -------------------------------- | -------------------------------- |
| Num                              | Coureur                          | Pos                              |
| 1                                | Jean-Marc Bideau (FRA)           | 66e                              |
| 2                                | Kévin Ledanois (FRA)             | AB                               |
| 3                                | Pierrick Fédrigo (FRA)           | 46e                              |
| 4                                | Arnaud Gérard (FRA)              | 10e                              |
| 5                                | Armindo Fonseca (FRA)            | 23e                              |
| 6                                | Eduardo Sepúlveda (ARG)          | 1er                              |
| 7                                | Florian Guillou (FRA)            | AB                               |
| 8                                | Jonathan Hivert (FRA)            | 72e                              |
| Directeur sportif : Roger Tréhin |                                  |                                  |

| BMC Racing BMC                    | BMC Racing BMC         | BMC Racing BMC |
| --------------------------------- | ---------------------- | -------------- |
| Num                               | Coureur                | Pos            |
| 11                                | Brent Bookwalter (USA) | 39e            |
| 12                                | Damiano Caruso (ITA)   | 9e             |
| 13                                | Darwin Atapuma (COL)   | 57e            |
| 14                                | Amaël Moinard (FRA)    | 85e            |
| 15                                | Joey Rosskopf (USA)    | AB             |
| 16                                | Manuel Senni (ITA)     | AB             |
| 17                                | Peter Stetina (USA)    | 56e            |
| 18                                | Rohan Dennis (AUS)     | 92e            |
| Directeur sportif : Yvon Ledanois |                        |                |

| Etixx-Quick Step EQS               | Etixx-Quick Step EQS     | Etixx-Quick Step EQS |
| ---------------------------------- | ------------------------ | -------------------- |
| Num                                | Coureur                  | Pos                  |
| 21                                 | Rigoberto Urán (COL)     | 58e                  |
| 22                                 | Maxime Bouet (FRA)       | 28e                  |
| 23                                 | Giorgio Brambilla (ITA)  | 53e                  |
| 24                                 | David de la Cruz (ESP)   | AB                   |
| 25                                 | Gianni Meersman (BEL)    | 50e                  |
| 26                                 | Pieter Serry (BEL)       | 7e                   |
| 27                                 | Julian Alaphilippe (FRA) | 73e                  |
| 28                                 | Carlos Verona (ESP)      | AB                   |
| Directeur sportif : Davide Bramati |                          |                      |

| FDJ                             | FDJ                           | FDJ |
| ------------------------------- | ----------------------------- | --- |
| Num                             | Coureur                       | Pos |
| 31                              | Kenny Elissonde (FRA)         | AB  |
| 32                              | Alexandre Geniez (FRA)        | 62e |
| 33                              | Jussi Veikkanen (FIN) (Route) | AB  |
| 34                              | Kévin Réza (FRA)              | 4e  |
| 35                              | Anthony Roux (FRA)            | AB  |
| 36                              | Laurent Pichon (FRA)          | 87e |
| 37                              | Benoît Vaugrenard (FRA)       | 51e |
| 38                              | Arthur Vichot (FRA)           | AB  |
| Directeur sportif : Yvon Madiot |                               |     |

| Lotto NL-Jumbo TLJ              | Lotto NL-Jumbo TLJ       | Lotto NL-Jumbo TLJ |
| ------------------------------- | ------------------------ | ------------------ |
| Num                             | Coureur                  | Pos                |
| 41                              | George Bennett (NZL)     | AB                 |
| 42                              | Brian Bulgaç (NED)       | AB                 |
| 43                              | Barry Markus (NED)       | AB                 |
| 44                              | Martijn Keizer (NED)     | 54e                |
| 45                              | Timo Roosen (NED)        | 89e                |
| 46                              | Bert-Jan Lindeman (NED)  | 55e                |
| 47                              | Nick van der Lijke (NED) | AB                 |
| 48                              | Paul Martens (GER)       | 16e                |
| Directeur sportif : Erik Dekker |                          |                    |

| Trek Factory Racing TFR            | Trek Factory Racing TFR      | Trek Factory Racing TFR |
| ---------------------------------- | ---------------------------- | ----------------------- |
| Num                                | Coureur                      | Pos                     |
| 51                                 | Eugenio Alafaci (ITA)        | 81e                     |
| 52                                 | Julián Arredondo (COL)       | 59e                     |
| 53                                 | Bauke Mollema (NED)          | 22e                     |
| 54                                 | Calvin Watson (AUS)          | 27e                     |
| 55                                 | Fabio Felline (ITA)          | 3e                      |
| 56                                 | Giacomo Nizzolo (ITA)        | AB                      |
| 57                                 | Riccardo Zoidl (AUT) (Route) | 14e                     |
| 58                                 | Jasper Stuyven (BEL)         | 37e                     |
| Directeur sportif : Alain Gallopin |                              |                         |

| Orica-GreenEDGE OGE                  | Orica-GreenEDGE OGE       | Orica-GreenEDGE OGE |
| ------------------------------------ | ------------------------- | ------------------- |
| Num                                  | Coureur                   | Pos                 |
| 61                                   | Michael Albasini (SUI)    | 79e                 |
| 62                                   | Esteban Chaves (COL)      | 48e                 |
| 63                                   | Daryl Impey (RSA)         | 6e                  |
| 64                                   | Magnus Cort Nielsen (DEN) | AB                  |
| 65                                   | Christian Meier (CAN)     | AB                  |
| 66                                   | Ivan Santaromita (ITA)    | 63e                 |
| 67                                   | Adam Yates (GBR)          | 80e                 |
| 68                                   | Simon Yates (GBR)         | 65e                 |
| Directeur sportif : David McPartland |                           |                     |

| AG2R La Mondiale ALM           | AG2R La Mondiale ALM         | AG2R La Mondiale ALM |
| ------------------------------ | ---------------------------- | -------------------- |
| Num                            | Coureur                      | Pos                  |
| 71                             | Romain Bardet (FRA)          | 47e                  |
| 72                             | Guillaume Bonnafond (FRA)    | AB                   |
| 73                             | Mikaël Cherel (FRA)          | 20e                  |
| 74                             | Samuel Dumoulin (FRA)        | 70e                  |
| 75                             | Ben Gastauer (LUX)           | 11e                  |
| 76                             | Pierre Latour (FRA)          | 93e                  |
| 77                             | Jean-Christophe Péraud (FRA) | 71e                  |
| 78                             | Axel Domont (FRA)            | 97e                  |
| Directeur sportif : Gilles Mas |                              |                      |

| Androni Giocattoli AND              | Androni Giocattoli AND   | Androni Giocattoli AND |
| ----------------------------------- | ------------------------ | ---------------------- |
| Num                                 | Coureur                  | Pos                    |
| 81                                  | František Padour (CZE)   | AB                     |
| 82                                  | Alessio Taliani (ITA)    | 91e                    |
| 83                                  | Marco Benfatto (ITA)     | AB                     |
| 84                                  | Gianfranco Zilioli (ITA) | AB                     |
| 85                                  | Alberto Nardin (ITA)     | AB                     |
| 86                                  | Andrea Zordan (ITA)      | AB                     |
| 87                                  | Serghei Tvetcov (ROU)    | AB                     |
| 88                                  |                          |                        |
| Directeur sportif : Giovanni Ellena |                          |                        |

| Caja Rural-Seguros RGA CJR             | Caja Rural-Seguros RGA CJR | Caja Rural-Seguros RGA CJR |
| -------------------------------------- | -------------------------- | -------------------------- |
| Num                                    | Coureur                    | Pos                        |
| 91                                     | Sergio Pardilla (ESP)      | 43e                        |
| 92                                     | David Arroyo (ESP)         | 13e                        |
| 93                                     | Eduard Prades (ESP)        | 24e                        |
| 94                                     |                            |                            |
| 95                                     | Ricardo Vilela (POR)       | 45e                        |
| 96                                     | Hugh Carthy (GBR)          | AB                         |
| 97                                     | Heiner Parra (COL)         | 88e                        |
| 98                                     | Antonio Molina (ESP)       | AB                         |
| Directeur sportif : Eugenio Goikoetxea |                            |                            |

| Cofidis COF                          | Cofidis COF        | Cofidis COF |
| ------------------------------------ | ------------------ | ----------- |
| Num                                  | Coureur            | Pos         |
| 101                                  | Yoann Bagot (FRA)  | 25e         |
| 102                                  | Loïc Chetout (FRA) | 94e         |
| 103                                  | Nicolas Edet (FRA) | 19e         |
| 104                                  | Romain Hardy (FRA) | 86e         |
| 105                                  | Rudy Molard (FRA)  | 60e         |
| 106                                  |                    |             |
| 107                                  | Julien Simon (FRA) | 84e         |
| 108                                  |                    |             |
| Directeur sportif : Jean-Luc Jonrond |                    |             |

| Colombia COL                          | Colombia COL              | Colombia COL |
| ------------------------------------- | ------------------------- | ------------ |
| Num                                   | Coureur                   | Pos          |
| 111                                   | Camilo Castiblanco (COL)  | AB           |
| 112                                   | Edwin Ávila (COL)         | 96e          |
| 113                                   | Leonardo Duque (COL)      | 30e          |
| 114                                   | Walter Pedraza (COL)      | 49e          |
| 115                                   | Jonathan Paredes (COL)    | 95e          |
| 116                                   | Carlos Ramírez (COL)      | AB           |
| 117                                   | Brayan Ramírez (COL)      | 29e          |
| 118                                   | Juan Pablo Valencia (COL) | AB           |
| Directeur sportif : Oscar Pelliccioli |                           |              |

| Topsport Vlaanderen-Baloise TSV    | Topsport Vlaanderen-Baloise TSV | Topsport Vlaanderen-Baloise TSV |
| ---------------------------------- | ------------------------------- | ------------------------------- |
| Num                                | Coureur                         | Pos                             |
| 121                                | Otto Vergaerde (BEL)            | AB                              |
| 122                                | Pieter Jacobs (BEL)             | 32e                             |
| 123                                | Eliot Lietaer (BEL)             | AB                              |
| 124                                | Stijn Steels (BEL)              | AB                              |
| 125                                | Victor Campenaerts (BEL)        | AB                              |
| 126                                | Floris De Tier (BEL)            | AB                              |
| 127                                | Jonas Rickaert (BEL)            | AB                              |
| 128                                | Arthur Vanoverberghe (BEL)      | 74e                             |
| Directeur sportif : Hans De Clercq |                                 |                                 |

| Europcar EUC                       | Europcar EUC           | Europcar EUC |
| ---------------------------------- | ---------------------- | ------------ |
| Num                                | Coureur                | Pos          |
| 131                                | Bryan Nauleau (FRA)    | AB           |
| 132                                | Jérôme Cousin (FRA)    | 69e          |
| 133                                | Cyril Gautier (FRA)    | 18e          |
| 134                                | Pierre Rolland (FRA)   | AB           |
| 135                                | Perrig Quéméneur (FRA) | AB           |
| 136                                | Maxime Méderel (FRA)   | AB           |
| 137                                | Romain Sicard (FRA)    | 12e          |
| 138                                | Thomas Voeckler (FRA)  | 61e          |
| Directeur sportif : Ismaël Mottier |                        |              |

| Wanty-Groupe Gobert WGG            | Wanty-Groupe Gobert WGG | Wanty-Groupe Gobert WGG |
| ---------------------------------- | ----------------------- | ----------------------- |
| Num                                | Coureur                 | Pos                     |
| 141                                | Francis De Greef (BEL)  | 44e                     |
| 142                                | Jan Ghyselinck (BEL)    | AB                      |
| 143                                | Tom Devriendt (BEL)     | AB                      |
| 144                                | Boris Dron (BEL)        | 64e                     |
| 145                                | Yannick Eijssen (BEL)   | 41e                     |
| 146                                | Enrico Gasparotto (ITA) | AB                      |
| 147                                | Marco Minnaard (NED)    | 90e                     |
| 148                                | Lander Seynaeve (BEL)   | AB                      |
| Directeur sportif : Steven De Neef |                         |                         |

| UnitedHealthcare UHC                | UnitedHealthcare UHC     | UnitedHealthcare UHC |
| ----------------------------------- | ------------------------ | -------------------- |
| Num                                 | Coureur                  | Pos                  |
| 151                                 | Alessandro Bazzana (ITA) | 33e                  |
| 152                                 | Marco Canola (ITA)       | 31e                  |
| 153                                 | Lucas Euser (USA)        | AB                   |
| 154                                 | Davide Frattini (ITA)    | AB                   |
| 155                                 | Daniel Summerhill (USA)  | 82e                  |
| 156                                 | Daniele Ratto (ITA)      | 15e                  |
| 157                                 | Tanner Putt (USA)        | 78e                  |
| 158                                 | Federico Zurlo (ITA)     | 38e                  |
| Directeur sportif : Roberto Damiani |                          |                      |

| Armée de Terre ADT                      | Armée de Terre ADT     | Armée de Terre ADT |
| --------------------------------------- | ---------------------- | ------------------ |
| Num                                     | Coureur                | Pos                |
| 161                                     | Yoann Barbas (FRA)     | 42e                |
| 162                                     | Romain Combaud (FRA)   | 8e                 |
| 163                                     | Yann Guyot (FRA)       | 36e                |
| 164                                     | Romain Le Roux (FRA)   | AB                 |
| 165                                     | David Cherbonnet (FRA) | AB                 |
| 166                                     | Jérôme Mainard (FRA)   | 34e                |
| 167                                     | Quentin Pacher (FRA)   | 52e                |
| 168                                     | Jimmy Raibaud (FRA)    | 83e                |
| Directeur sportif : David Lima da Costa |                        |                    |

| Auber 93 AUB                       | Auber 93 AUB            | Auber 93 AUB |
| ---------------------------------- | ----------------------- | ------------ |
| Num                                | Coureur                 | Pos          |
| 171                                | Théo Vimpère (FRA)      | AB           |
| 172                                | Pierre Gouault (FRA)    | 21e          |
| 173                                | Julien Guay (FRA)       | 68e          |
| 174                                | Alo Jakin (EST) (Route) | AB           |
| 175                                | César Bihel (FRA)       | 40e          |
| 176                                | David Menut (FRA)       | NP           |
| 177                                | Maxime Renault (FRA)    | 35e          |
| 178                                | Steven Tronet (FRA)     | 67e          |
| Directeur sportif : Stephan Gaudry |                         |              |

| Marseille 13 KTM M13                    | Marseille 13 KTM M13      | Marseille 13 KTM M13 |
| --------------------------------------- | ------------------------- | -------------------- |
| Num                                     | Coureur                   | Pos                  |
| 181                                     | Ignatas Konovalovas (LTU) | 5e                   |
| 182                                     | Rémy Di Grégorio (FRA)    | 26e                  |
| 183                                     | Alexandre Blain (FRA)     | AB                   |
| 184                                     | Julien Loubet (FRA)       | 2e                   |
| 185                                     | Clément Penven (FRA)      | AB                   |
| 186                                     | Yoann Paillot (FRA)       | 77e                  |
| 187                                     | Grégoire Tarride (FRA)    | AB                   |
| 188                                     | Benjamin Giraud (FRA)     | AB                   |
| Directeur sportif : Freddy Lecarpentier |                           |                      |

| Wallonie-Bruxelles WBC                | Wallonie-Bruxelles WBC   | Wallonie-Bruxelles WBC |
| ------------------------------------- | ------------------------ | ---------------------- |
| Num                                   | Coureur                  | Pos                    |
| 191                                   | Sébastien Delfosse (BEL) | 17e                    |
| 192                                   | Grégory Habeaux (BEL)    | 76e                    |
| 193                                   | Antoine Warnier (BEL)    | 75e                    |
| 194                                   | Thomas Wertz (BEL)       | AB                     |
| 195                                   | Maxime Anciaux (BEL)     | AB                     |
| 196                                   | Jonathan Dufrasne (BEL)  | AB                     |
| 197                                   |                          |                        |
| 198                                   |                          |                        |
| Directeur sportif : Frédéric Amorison |                          |                        |